# Shinjō (Okayama)
Shinjō (新庄村?) è un villaggio giapponese della prefettura di Okayama.